# Lass es, Larry!/Episodenliste
Diese Episodenliste enthält alle Episoden der US-amerikanischen Comedyserie Lass es, Larry!, sortiert nach der US-amerikanischen Erstausstrahlung. Von 2000 bis 2024 entstanden in zwölf Staffeln insgesamt 120 Episoden mit einer Länge von jeweils etwa 30 Minuten.

## Übersicht
| Staffel | Episodenanzahl | Erstausstrahlung USA | Erstausstrahlung USA | Deutschsprachige Erstausstrahlung | Deutschsprachige Erstausstrahlung |
| Staffel | Episodenanzahl | Staffelpremiere      | Staffelfinale        | Staffelpremiere                   | Staffelfinale                     |
| ------- | -------------- | -------------------- | -------------------- | --------------------------------- | --------------------------------- |
| 1       | 10             | 15. Oktober 2000     | 17. Dezember 2000    | 19. Mai 2008                      | 25. Juli 2008                     |
| 2       | 10             | 23. September 2001   | 25. November 2001    | 3. November 2008                  | 5. Dezember 2008                  |
| 3       | 10             | 5. September 2002    | 17. November 2002    | 21. Juni 2012                     | 4. Juli 2012                      |
| 4       | 10             | 4. Januar 2004       | 14. März 2004        | 5. Juli 2012                      | 18. Juli 2012                     |
| 5       | 10             | 25. September 2005   | 4. Dezember 2005     | 19. Juli 2012                     | 1. August 2012                    |
| 6       | 10             | 9. September 2007    | 11. November 2007    | 19. Oktober 2012                  | 1. November 2012                  |
| 7       | 10             | 20. September 2009   | 22. November 2009    | 2. November 2012                  | 15. November 2012                 |
| 8       | 10             | 10. Juli 2011        | 11. September 2011   | 16. November 2012                 | 29. November 2012                 |
| 9       | 10             | 1. Oktober 2017      | 3. Dezember 2017     | 2. Oktober 2018                   | 30. Oktober 2018                  |
| 10      | 10             | 19. Januar 2020      | 22. März 2020        | 6. April 2021                     | 8. Juni 2021                      |
| 11      | 10             | 24. Oktober 2021     | 26. Dezember 2021    | 15. Feb. 2022                     | 15. März 2022                     |
| 12      | 10             | 4. Februar 2024      | 7. April 2024        | 5. Februar 2024                   | 8. April 2024                     |

## Staffel 1
Die Erstausstrahlung der ersten Staffel war vom 15. Oktober bis zum 17. Dezember 2000 auf dem US-amerikanischen Kabelsender HBO zu sehen. Die deutschsprachige Erstausstrahlung sendete der deutsche Pay-TV-Sender FOX vom 19. Mai bis zum 25. Juli 2008.
| Nr. (ges.) | Nr. (St.) | Deutscher Titel       | Originaltitel      | Erstausstrahlung USA | Deutschsprachige Erstausstrahlung (D) | Regie           | Drehbuch    |
| ---------- | --------- | --------------------- | ------------------ | -------------------- | ------------------------------------- | --------------- | ----------- |
| 1          | 1         | Das Zelt in der Hose  | The Pants Tent     | 15. Okt. 2000        | 19. Mai 2008                          | Robert B. Weide | Larry David |
| 2          | 2         | Ted und Mary          | Ted and Mary       | 22. Okt. 2000        | 19. Mai 2008                          | David Steinberg | Larry David |
| 3          | 3         | Porno Gil             | Porno Gil          | 29. Okt. 2000        | 6. Juni 2008                          | Robert B. Weide | Larry David |
| 4          | 4         | Das Armband           | The Bracelet       | 5. Nov. 2000         | 13. Juni 2008                         | Robert B. Weide | Larry David |
| 5          | 5         | Die Inneneinrichterin | Interior Decorator | 12. Nov. 2000        | 20. Juni 2008                         | Andy Ackerman   | Larry David |
| 6          | 6         | Der Draht             | The Wire           | 19. Nov. 2000        | 27. Juni 2008                         | Larry Charles   | Larry David |
| 7          | 7         | Die Hupe              | Aamco              | 26. Nov. 2000        | 4. Juli 2008                          | Robert B. Weide | Larry David |
| 8          | 8         | Tante Vicky           | Beloved Aunt       | 3. Dez. 2000         | 11. Juli 2008                         | Robert B. Weide | Larry David |
| 9          | 9         | Die Rassenfrage       | Affirmative Action | 10. Dez. 2000        | 18. Juli 2008                         | Bryan Gordon    | Larry David |
| 10         | 10        | Die Gruppe            | The Group          | 17. Dez. 2000        | 25. Juli 2008                         | Robert B. Weide | Larry David |

## Staffel 2
Die Erstausstrahlung der zweiten Staffel war vom 23. September bis zum 25. November 2001 auf dem US-amerikanischen Kabelsender HBO zu sehen. Die deutschsprachige Erstausstrahlung sendete der deutsche Pay-TV-Sender FOX vom 3. November bis zum 5. Dezember 2008.
| Nr. (ges.) | Nr. (St.) | Deutscher Titel      | Originaltitel       | Erstausstrahlung USA | Deutschsprachige Erstausstrahlung (D) | Regie           | Drehbuch    |
| ---------- | --------- | -------------------- | ------------------- | -------------------- | ------------------------------------- | --------------- | ----------- |
| 11         | 1         | Der Autoverkäufer    | The Car Salesman    | 23. Sep. 2001        | 3. Nov. 2008                          | Robert B. Weide | Larry David |
| 12         | 2         | Thor                 | Thor                | 30. Sep. 2001        | 3. Nov. 2008                          | Robert B. Weide | Larry David |
| 13         | 3         | Süßes oder Saures    | Trick or Treat      | 7. Okt. 2001         | 14. Nov. 2008                         | Larry Charles   | Larry David |
| 14         | 4         | Der Garnelen-Vorfall | The Shrimp Incident | 14. Okt. 2001        | 14. Nov. 2008                         | David Steinberg | Larry David |
| 15         | 5         | Der Stringtanga      | The Thong           | 21. Okt. 2001        | 21. Nov. 2008                         | Jeff Garlin     | Larry David |
| 16         | 6         | Der Akupunkteur      | The Acupuncturist   | 28. Okt. 2001        | 21. Nov. 2008                         | Bryan Gordon    | Larry David |
| 17         | 7         | Die Puppe            | The Doll            | 4. Nov. 2001         | 28. Nov. 2008                         | Robert B. Weide | Larry David |
| 18         | 8         | Shaq                 | Shaq                | 11. Nov. 2001        | 28. Nov. 2008                         | Dean Parisot    | Larry David |
| 19         | 9         | Die Taufe            | The Baptism         | 18. Nov. 2001        | 5. Dez. 2008                          | Keith Truesdell | Larry David |
| 20         | 10        | Die Massage          | The Massage         | 25. Nov. 2001        | 5. Dez. 2008                          | Robert B. Weide | Larry David |

## Staffel 3
Die Erstausstrahlung der dritten Staffel war vom 15. September bis zum 17. November 2002 auf dem US-amerikanischen Kabelsender HBO zu sehen. Die deutschsprachige Erstausstrahlung sendete der deutsche Pay-TV-Sender Sky Atlantic HD vom 21. Juni bis zum 4. Juli 2012.
| Nr. (ges.) | Nr. (St.) | Deutscher Titel          | Originaltitel           | Erstausstrahlung USA | Deutschsprachige Erstausstrahlung (D) | Regie           | Drehbuch    |
| ---------- | --------- | ------------------------ | ----------------------- | -------------------- | ------------------------------------- | --------------- | ----------- |
| 21         | 1         | Chets Hemd               | Chet’s Shirt            | 5. Sep. 2002         | 21. Juni 2012                         | Robert B. Weide | Larry David |
| 22         | 2         | Der Antiallergie-Brownie | The Benadryl Brownie    | 22. Sep. 2002        | 22. Juni 2012                         | Larry Charles   | Larry David |
| 23         | 3         | Sodawasser und Salz      | Club Soda and Salt      | 29. Sep. 2002        | 25. Juni 2012                         | Robert B. Weide | Larry David |
| 24         | 4         | Das Kindermädchen        | The Nanny from Hell     | 6. Okt. 2002         | 26. Juni 2012                         | Larry Charles   | Larry David |
| 25         | 5         | Der Terroranschlag       | The Terrorist Attack    | 13. Okt. 2002        | 27. Juni 2012                         | Robert B. Weide | Larry David |
| 26         | 6         | Der Sonderbereich        | The Special Section     | 20. Okt. 2002        | 28. Juni 2012                         | Bryan Gordon    | Larry David |
| 27         | 7         | Der Leichenschnüffelhund | The Corpse Sniffing Dog | 27. Okt. 2002        | 29. Juni 2012                         | Andy Ackerman   | Larry David |
| 28         | 8         | Krazee-Eyez Killa        | Krazee-Eyez Killa       | 3. Nov. 2002         | 2. Juli 2012                          | Robert B. Weide | Larry David |
| 29         | 9         | Maria, Josef und Larry   | Mary, Joseph, and Larry | 10. Nov. 2002        | 3. Juli 2012                          | David Steinberg | Larry David |
| 30         | 10        | Die Neueröffnung         | The Grand Opening       | 17. Nov. 2002        | 4. Juli 2012                          | Robert B. Weide | Larry David |

## Staffel 4
Die Erstausstrahlung der vierten Staffel war vom 4. Januar bis zum 14. März 2004 auf dem US-amerikanischen Kabelsender HBO zu sehen. Die deutschsprachige Erstausstrahlung sendete der deutsche Pay-TV-Sender Sky Atlantic HD vom 5. Juli bis zum 18. Juli 2012.
| Nr. (ges.) | Nr. (St.) | Deutscher Titel       | Originaltitel        | Erstausstrahlung USA | Deutschsprachige Erstausstrahlung (D) | Regie           | Drehbuch    |
| ---------- | --------- | --------------------- | -------------------- | -------------------- | ------------------------------------- | --------------- | ----------- |
| 31         | 1         | Mels Angebot          | Mel’s Offer          | 4. Jan. 2004         | 5. Juli 2012                          | Larry Charles   | Larry David |
| 32         | 2         | Bens Geburtstagsparty | Ben’s Birthday Party | 11. Jan. 2004        | 6. Juli 2012                          | Robert B. Weide | Larry David |
| 33         | 3         | Das Blind-Date        | The Blind Date       | 18. Jan. 2004        | 9. Juli 2012                          | Larry Charles   | Larry David |
| 34         | 4         | Der Wettermoderator   | The Weatherman       | 25. Jan. 2004        | 10. Juli 2012                         | Robert B. Weide | Larry David |
| 35         | 5         | Das Holz 5            | The 5 Wood           | 1. Feb. 2004         | 11. Juli 2012                         | Bryan Gordon    | Larry David |
| 36         | 6         | Das Dodgers-Spiel     | The Car Pool Lane    | 8. Feb. 2004         | 12. Juli 2012                         | Robert B. Weide | Larry David |
| 37         | 7         | Die Leihmutter        | The Surrogate        | 22. Feb. 2004        | 13. Juli 2012                         | Larry Charles   | Larry David |
| 38         | 8         | Wandernder Bär        | Wandering Bear       | 29. Feb. 2004        | 16. Juli 2012                         | Robert B. Weide | Larry David |
| 39         | 9         | Der Überlebende       | The Survivor         | 7. März 2004         | 17. Juli 2012                         | Larry Charles   | Larry David |
| 40         | 10        | Premiere              | Opening Night        | 14. März 2004        | 18. Juli 2012                         | Robert B. Weide | Larry David |

## Staffel 5
Die Erstausstrahlung der fünften Staffel war vom 25. September bis zum 4. Dezember 2005 auf dem US-amerikanischen Kabelsender HBO zu sehen. Die deutschsprachige Erstausstrahlung sendete der deutsche Pay-TV-Sender Sky Atlantic HD vom 19. Juli bis zum 1. August 2012.
| Nr. (ges.) | Nr. (St.) | Deutscher Titel            | Originaltitel            | Erstausstrahlung USA | Deutschsprachige Erstausstrahlung (D) | Regie           | Drehbuch    |
| ---------- | --------- | -------------------------- | ------------------------ | -------------------- | ------------------------------------- | --------------- | ----------- |
| 41         | 1         | Das Larry-David-Sandwich   | The Larry David Sandwich | 25. Sep. 2005        | 19. Juli 2012                         | Robert B. Weide | Larry David |
| 42         | 2         | Die Fliege                 | The Bowtie               | 2. Okt. 2005         | 20. Juli 2012                         | Larry Charles   | Larry David |
| 43         | 3         | Der Nagel Christi          | The Christ Nail          | 9. Okt. 2005         | 23. Juli 2012                         | Robert B. Weide | Larry David |
| 44         | 4         | Kamikaze-Bingo             | Kamikaze Bingo           | 16. Okt. 2005        | 24. Juli 2012                         | Robert B. Weide | Larry David |
| 45         | 5         | Lewis braucht eine Niere   | Lewis Needs a Kidney     | 30. Okt. 2005        | 25. Juli 2012                         | Robert B. Weide | Larry David |
| 46         | 6         | Das Smoking-Jacket         | The Smoking Jacket       | 6. Nov. 2005         | 26. Juli 2012                         | David Steinberg | Larry David |
| 47         | 7         | Der Seder-Abend            | The Seder                | 13. Nov. 2005        | 27. Juli 2012                         | Robert B. Weide | Larry David |
| 48         | 8         | Der Skilift                | The Ski Lift             | 20. Nov. 2005        | 30. Juli 2012                         | Larry Charles   | Larry David |
| 49         | 9         | Der koreanische Buchmacher | The Korean Bookie        | 27. Nov. 2005        | 31. Juli 2012                         | Bryan Gordon    | Larry David |
| 50         | 10        | Das Ende                   | The End                  | 4. Dez. 2005         | 1. Aug. 2012                          | Larry Charles   | Larry David |

## Staffel 6
Die Erstausstrahlung der sechsten Staffel war vom 9. September bis zum 11. November 2007 auf dem US-amerikanischen Kabelsender HBO zu sehen. Die deutschsprachige Erstausstrahlung sendete der deutsche Pay-TV-Sender Sky Atlantic HD vom 19. Oktober bis zum 1. November 2012.
| Nr. (ges.) | Nr. (St.) | Deutscher Titel            | Originaltitel                        | Erstausstrahlung USA | Deutschsprachige Erstausstrahlung (D) | Regie           | Drehbuch    |
| ---------- | --------- | -------------------------- | ------------------------------------ | -------------------- | ------------------------------------- | --------------- | ----------- |
| 51         | 1         | Die Blacks kommen          | Meet the Blacks                      | 9. Sep. 2007         | 19. Okt. 2012                         | Larry Charles   | Larry David |
| 52         | 2         | Der anonyme Spender        | The Anonymous Donor                  | 16. Sep. 2007        | 22. Okt. 2012                         | Robert B. Weide | Larry David |
| 53         | 3         | Der Blumendieb             | The Ida Funkhouser Roadside Memorial | 23. Sep. 2007        | 23. Okt. 2012                         | David Mandel    | Larry David |
| 54         | 4         | Mit Links ins Chaos        | The Lefty Call                       | 30. Sep. 2007        | 24. Okt. 2012                         | Alec Berg       | Larry David |
| 55         | 5         | Das Buch der Missbildungen | The Freak Book                       | 7. Okt. 2007         | 25. Okt. 2012                         | Bryan Gordon    | Larry David |
| 56         | 6         | Der Rattenhund             | The Rat Dog                          | 14. Okt. 2007        | 26. Okt. 2012                         | David Steinberg | Larry David |
| 57         | 7         | Der Fernsehtechniker       | The TiVo Guy                         | 21. Okt. 2007        | 29. Okt. 2012                         | Jeff Schaffer   | Larry David |
| 58         | 8         | Das N-Wort                 | The N Word                           | 28. Okt. 2007        | 30. Okt. 2012                         | Tom Kramer      | Larry David |
| 59         | 9         | Therapeuten                | The Therapists                       | 4. Nov. 2007         | 31. Okt. 2012                         | David Mandel    | Larry David |
| 60         | 10        | Die Bat-Mitzwa-Feier       | The Bat Mitzvah                      | 11. Nov. 2007        | 1. Nov. 2012                          | Larry Charles   | Larry David |

## Staffel 7
Die Erstausstrahlung der siebten Staffel war vom 20. September bis zum 22. November 2009 auf dem US-amerikanischen Kabelsender HBO zu sehen. Die deutschsprachige Erstausstrahlung sendete der deutsche Pay-TV-Sender Sky Atlantic HD vom 2. bis zum 15. November 2012.
| Nr. (ges.) | Nr. (St.) | Deutscher Titel                 | Originaltitel             | Erstausstrahlung USA | Deutschsprachige Erstausstrahlung (D) | Regie           | Drehbuch    |
| ---------- | --------- | ------------------------------- | ------------------------- | -------------------- | ------------------------------------- | --------------- | ----------- |
| 61         | 1         | Funkhousers verrückte Schwester | Funkhouser’s Crazy Sister | 20. Sep. 2009        | 2. Nov. 2012                          | Larry Charles   | Larry David |
| 62         | 2         | Fahren und Blasen               | Vehicular Fellatio        | 27. Sep. 2009        | 5. Nov. 2012                          | Robert B. Weide | Larry David |
| 63         | 3         | Die Reunion-Show                | The Reunion               | 4. Okt. 2009         | 6. Nov. 2012                          | David Mandel    | Larry David |
| 64         | 4         | Das heiße Handtuch              | The Hot Towel             | 11. Okt. 2009        | 7. Nov. 2012                          | Alec Berg       | Larry David |
| 65         | 5         | Denise Handicapped              | Denise Handicap           | 18. Okt. 2009        | 8. Nov. 2012                          | Bryan Gordon    | Larry David |
| 66         | 6         | Der freie Nabel                 | The Bare Midriff          | 25. Okt. 2009        | 9. Nov. 2012                          | David Steinberg | Larry David |
| 67         | 7         | Der schwarze Schwan             | The Black Swan            | 1. Nov. 2009         | 12. Nov. 2012                         | Jeff Schaffer   | Larry David |
| 68         | 8         | Officer Krupke                  | Officer Krupke            | 8. Nov. 2009         | 13. Nov. 2012                         | Tom Kramer      | Larry David |
| 69         | 9         | Die Leseprobe                   | The Table Read            | 15. Nov. 2009        | 14. Nov. 2012                         | David Mandel    | Larry David |
| 70         | 10        | Seinfeld                        | Seinfeld                  | 22. Nov. 2009        | 15. Nov. 2012                         | Larry Charles   | Larry David |

## Staffel 8
Die Erstausstrahlung der achten Staffel war vom 10. Juli bis zum 11. September 2011 auf dem US-amerikanischen Kabelsender HBO zu sehen. Die deutschsprachige Erstausstrahlung sendete der deutsche Pay-TV-Sender Sky Atlantic HD vom 16. bis zum 29. November 2012.
| Nr. (ges.) | Nr. (St.) | Deutscher Titel            | Originaltitel            | Erstausstrahlung USA | Deutschsprachige Erstausstrahlung (D) | Regie           | Drehbuch                                             |
| ---------- | --------- | -------------------------- | ------------------------ | -------------------- | ------------------------------------- | --------------- | ---------------------------------------------------- |
| 71         | 1         | Die Scheidung              | The Divorce              | 10. Juli 2011        | 16. Nov. 2012                         | David Steinberg | Larry David, Alec Berg, David Mandel & Jeff Schaffer |
| 72         | 2         | Das Frauenhaus             | The Safe House           | 17. Juli 2011        | 19. Nov. 2012                         | Bryan Gordon    | Larry David, Alec Berg, David Mandel & Jeff Schaffer |
| 73         | 3         | Palästinensisches Hühnchen | Palestinian Chicken      | 24. Juli 2011        | 20. Nov. 2012                         | Robert B. Weide | Larry David, Alec Berg, David Mandel & Jeff Schaffer |
| 74         | 4         | Mit Smiley                 | The Smiley Face          | 31. Juli 2011        | 21. Nov. 2012                         | Jeff Schaffer   | Larry David, Alec Berg, David Mandel & Jeff Schaffer |
| 75         | 5         | Das Schweigegelübde        | Vow of Silence           | 7. Aug. 2011         | 22. Nov. 2012                         | Alec Berg       | Larry David, Alec Berg, David Mandel & Jeff Schaffer |
| 76         | 6         | Der Held                   | The Hero                 | 14. Aug. 2011        | 23. Nov. 2012                         | Alec Berg       | Larry David, Alec Berg, David Mandel & Jeff Schaffer |
| 77         | 7         | Die Bisexuelle             | The Bi-Sexual            | 21. Aug. 2011        | 26. Nov. 2012                         | David Mandel    | Larry David, Alec Berg, David Mandel & Jeff Schaffer |
| 78         | 8         | Das Auto-Periskop          | Car Periscope            | 28. Aug. 2011        | 27. Nov. 2012                         | David Mandel    | Larry David, Alec Berg, David Mandel & Jeff Schaffer |
| 79         | 9         | Mister Softee              | Mister Softee            | 4. Sep. 2011         | 28. Nov. 2012                         | Larry Charles   | Larry David, Alec Berg, David Mandel & Jeff Schaffer |
| 80         | 10        | Larry gegen Michael J. Fox | Larry vs. Michael J. Fox | 11. Sep. 2011        | 29. Nov. 2012                         | Alec Berg       | Larry David, Alec Berg, David Mandel & Jeff Schaffer |

## Staffel 9
Die Erstausstrahlung der neunten Staffel war vom 1. Oktober bis zum 3. Dezember 2017 auf dem US-amerikanischen Kabelsender HBO zu sehen. Die deutschsprachige Erstausstrahlung sendete der deutsche Pay-TV-Sender Sky Atlantic HD vom 2. bis zum 30. Oktober 2018.
| Nr. (ges.) | Nr. (St.) | Deutscher Titel            | Originaltitel                  | Erstausstrahlung USA | Deutschsprachige Erstausstrahlung (D) | Regie           | Drehbuch                                                |
| ---------- | --------- | -------------------------- | ------------------------------ | -------------------- | ------------------------------------- | --------------- | ------------------------------------------------------- |
| 81         | 1         | Verschaukelt               | Foisted!                       | 1. Okt. 2017         | 2. Okt. 2018                          | Jeff Schaffer   | Larry David & Jeff Schaffer                             |
| 82         | 2         | Undercover Larry           | The Pickle Gambit              | 8. Okt. 2017         | 2. Okt. 2018                          | David Steinberg | Larry David, Jeff Schaffer & Justin Hurwitz             |
| 83         | 3         | Ein Störfall in der Küche  | A Disturbance in the Kitchen   | 15. Okt. 2017        | 9. Okt. 2018                          | Jeff Schaffer   | Larry David & Jeff Schaffer                             |
| 84         | 4         | Wie ein verwilderter Stier | Running with the Bulls         | 22. Okt. 2017        | 9. Okt. 2018                          | Bryan Gordon    | Larry David & Jeff Schaffer                             |
| 85         | 5         | Der Reset-Knopf            | Thank You for Your Service     | 29. Okt. 2017        | 16. Okt. 2018                         | Larry Charles   | Larry David & Jeff Schaffer                             |
| 86         | 6         | Nur ein Glas Wasser        | The Accidental Text on Purpose | 5. Nov. 2017         | 16. Okt. 2018                         | Larry Charles   | Larry David, Jeff Schaffer & Jon Hayman                 |
| 87         | 7         | Namasté                    | Namaste                        | 12. Nov. 2017        | 23. Okt. 2018                         | Jessie Nelson   | Larry David & Jeff Schaffer                             |
| 88         | 8         | Der Nachschlag             | Never Wait For Seconds!        | 19. Nov. 2017        | 23. Okt. 2018                         | Robert B. Weide | Larry David & Jeff Schaffer                             |
| 89         | 9         | Der Auster-Schucker        | The Shucker                    | 26. Nov. 2017        | 30. Okt. 2018                         | Jeff Schaffer   | Larry David, Jeff Schaffer & Justin Hurwitz             |
| 90         | 10        | Fatwa                      | Fatwa!                         | 3. Dez. 2017         | 30. Okt. 2018                         | Jeff Schaffer   | Larry David, Jeff Schaffer, Justin Hurwitz & Jon Hayman |

## Staffel 10
Die Erstausstrahlung der zehnten Staffel war vom 19. Januar bis zum 22. März 2020 auf dem US-amerikanischen Kabelsender HBO zu sehen. Die deutschsprachige Erstausstrahlung sendete der deutsche Pay-TV-Sender Sky Comedy vom 6. April bis zum 8. Juni 2021.
| Nr. (ges.) | Nr. (St.) | Deutscher Titel               | Originaltitel                                        | Erstausstrahlung USA | Deutschsprachige Erstausstrahlung (D) | Regie         | Drehbuch                                    |
| ---------- | --------- | ----------------------------- | ---------------------------------------------------- | -------------------- | ------------------------------------- | ------------- | ------------------------------------------- |
| 91         | 1         | Frohes neues Jahr             | Happy New Year                                       | 19. Jan. 2020        | 6. Apr. 2021                          | Jeff Schaffer | Larry David, Jeff Schaffer & Steve Leff     |
| 92         | 2         | Der Seiten-Sitzer             | Side Sitting                                         | 26. Jan. 2020        | 13. Apr. 2021                         | Jeff Schaffer | Larry David & Jeff Schaffer                 |
| 93         | 3         | Die perfekten Scones          | Artificial Fruit                                     | 2. Feb. 2020         | 20. Apr. 2021                         | Cheryl Hines  | Larry David, Jeff Schaffer & Carol Leifer   |
| 94         | 4         | Auf die Bohne kommt es an!    | You’re Not Going to Get Me to Say Anything Bad About | 9. Feb. 2020         | 27. Apr. 2021                         | Jeff Schaffer | Larry David & Jeff Schaffer                 |
| 95         | 5         | Unzureichende Würdigung       | Insufficient Praise                                  | 16. Feb. 2020        | 4. Mai 2021                           | Larry Charles | Larry David & Jeff Schaffer                 |
| 96         | 6         | Die Überraschungsparty        | The Surprise Party                                   | 23. Feb. 2020        | 11. Mai 2021                          | Erin O’Malley | Larry David & Jeff Schaffer                 |
| 97         | 7         | Die hässliche Seite           | The Ugly Section                                     | 1. März 2020         | 18. Mai 2021                          | Jeff Schaffer | Larry David & Jeff Schaffer                 |
| 98         | 8         | Elizabeth, Margaret und Larry | Elizabeth, Margaret and Larry                        | 8. März 2020         | 25. Mai 2021                          | Jeff Schaffer | Larry David & Jeff Schaffer                 |
| 99         | 9         | Hup-Panik                     | Beep Panic                                           | 15. März 2020        | 1. Juni 2021                          | Jeff Schaffer | Larry David & Jeff Schaffer                 |
| 100        | 10        | Wer Wut sät…                  | The Spite Store                                      | 22. März 2020        | 8. Juni 2021                          | Jeff Schaffer | Larry David, Jeff Schaffer & Justin Hurwitz |

## Staffel 11
Die Erstausstrahlung der elften Staffel war vom 24. Oktober bis zum 26. Dezember 2021 auf dem US-amerikanischen Kabelsender HBO zu sehen. Die deutschsprachige Erstausstrahlung sendete der deutsche Pay-TV-Sender Sky Comedy vom 15. Februar bis zum 15. März 2022.
| Nr. (ges.) | Nr. (St.) | Deutscher Titel                 | Originaltitel         | Erstausstrahlung USA | Deutschsprachige Erstausstrahlung (D) | Regie         | Drehbuch                                     |
| ---------- | --------- | ------------------------------- | --------------------- | -------------------- | ------------------------------------- | ------------- | -------------------------------------------- |
| 101        | 1         | Vorsicht Glas!                  | The Five-Foot Fence   | 24. Okt. 2021        | 15. Feb. 2022                         | Jeff Schaffer | Larry David & Jeff Schaffer                  |
| 102        | 2         | Angel Muffin                    | Angel Muffin          | 31. Okt. 2021        | 15. Feb. 2022                         | Jeff Schaffer | Larry David & Jeff Schaffer                  |
| 103        | 3         | Die Minibar                     | The Mini Bar          | 7. Nov. 2021         | 22. Feb. 2022                         | Jeff Schaffer | Larry David & Jeff Schaffer                  |
| 104        | 4         | Die Wassermelone                | The Watermelon        | 14. Nov. 2021        | 22. Feb. 2022                         | Jeff Schaffer | Larry David & Jeff Schaffer                  |
| 105        | 5         | Irasshaimase!                   | IRASSHAIMASE!         | 21. Nov. 2021        | 1. März 2022                          | Jeff Schaffer | Larry David, Jeff Schaffer & Carol Leifer    |
| 106        | 6         | Der Dachschaden                 | Man Fights Tiny Woman | 28. Nov. 2021        | 1. März 2022                          | Jeff Schaffer | Larry David & Jeff Schaffer                  |
| 107        | 7         | Irma Kostroski                  | Irma Kostroski        | 5. Dez. 2021         | 8. März 2022                          | Jeff Schaffer | Larry David, Jeff Schaffer & Nathaniel Stein |
| 108        | 8         | Eine Affäre voller Verhängnisse | What Have I Done?     | 12. Dez. 2021        | 8. März 2022                          | Jeff Schaffer | Larry David & Jeff Schaffer                  |
| 109        | 9         | Igor, Gregor & Timor            | Igor, Gregor & Timor  | 19. Dez. 2021        | 15. März 2022                         | Jeff Schaffer | Larry David & Jeff Schaffer                  |
| 110        | 10        | Das Mormonen-Privileg           | The Mormon Advantage  | 26. Dez. 2021        | 15. März 2022                         | Jeff Schaffer | Larry David & Jeff Schaffer                  |

## Staffel 12
Die Erstausstrahlung der zwölften Staffel war vom 4. Februar bis zum 7. April 2024 auf dem US-amerikanischen Kabelsender HBO zu sehen. Die deutschsprachige Erstveröffentlichung fand vom 5. Februar bis zum 8. April 2024 bei WOW per Streaming statt.
| Nr. (ges.) | Nr. (St.) | Deutscher Titel       | Originaltitel                 | Erstausstrahlung USA | Deutschsprachige Erstveröffentlichung (D) | Regie           | Drehbuch                                     |
| ---------- | --------- | --------------------- | ----------------------------- | -------------------- | ----------------------------------------- | --------------- | -------------------------------------------- |
| 111        | 1         | Atlanta               | Atlanta                       | 4. Feb. 2024         | 5. Feb. 2024                              | Jeff Schaffer   | Larry David & Jeff Schaffer                  |
| 112        | 2         | Der Rasenjockey       | The Lawn Jockey               | 11. Feb. 2024        | 12. Feb. 2024                             | Jeff Schaffer   | Larry David & Jeff Schaffer                  |
| 113        | 3         | Unerwünschte Anblicke | Vertical Drop, Horizontal Tug | 18. Feb. 2024        | 19. Feb. 2024                             | Jeff Schaffer   | Larry David, Jeff Schaffer & Justin Hurwitz  |
| 114        | 4         | Verärgert             | Disgruntled                   | 25. Feb. 2024        | 26. Feb. 2024                             | Jeff Schaffer   | Larry David & Jeff Schaffer                  |
| 115        | 5         | Fisch hängt fest      | Fish Stuck                    | 3. März 2024         | 4. März 2024                              | Jeff Schaffer   | Larry David & Jeff Schaffer & Carol Leifer   |
| 116        | 6         | Die Gettysburg-Rede   | The Gettysburg Address        | 10. März 2024        | 11. März 2024                             | Jeff Schaffer   | Larry David & Jeff Schaffer                  |
| 117        | 7         | Der Traum-Trick       | The Dream Scheme              | 17. März 2024        | 18. März 2024                             | Jeff Schaffer   | Larry David, Jeff Schaffer & Nathaniel Stein |
| 118        | 8         | Der Kolostomiebeutel  | The Colostomy Bag             | 24. März 2024        | 25. März 2024                             | Robert B. Weide | Larry David & Jeff Schaffer                  |
| 119        | 9         | Ken/Kendra            | Ken/Kendra                    | 31. März 2024        | 1. Apr. 2024                              | Jeff Schaffer   | Larry David & Jeff Schaffer                  |
| 120        | 10        | Nichts dazugelernt    | No Lessons Learned            | 7. Apr. 2024         | 8. Apr. 2024                              | Jeff Schaffer   | Larry David & Jeff Schaffer                  |